# Десница Божья
«Десни́ца Бо́жья» (англ. Hand of God) — американский драматический телесериал, созданный Беном Уоткинсом. Пилотный эпизод шоу, наряду с пилотом другого сериала «Истерия» (не был заказан), был показан онлайн на Amazon Video в августе 2014 года. Зрителям была проставлена возможность высказать своё мнение о пилотном эпизоде до того, как студия примет решение о заказе первого сезона. В октябре 2014 года сериалу «Десница Божья» был дан зелёный свет. Официальная премьера шоу состоялась 4 сентября 2015 года.
В декабре 2015 года был заказан второй сезон, который должен был выйти в эфир в 2016 году. 15 сентября 2016 года Amazon сообщил о переносе премьеры второго сезона на 2017 год и о закрытии сериала после двух сезонов.

## Сюжет
Сериал рассказывает о Пернелле Харрисе (Рон Перлман), коррумпированном судье, который испытывает нервный срыв и начинает верить, что Бог тем самым направил его на путь самосуда.

## В ролях
- Рон Перлман в роли Пернелла Харриса
- Дана Дилейни в роли Кристал Харрис
- Андре Ройо в роли Роберта (Бобо) Бостона
- Гаррет Диллахант в роли Кей Ди
- Алона Таль в роли Джоселин Харрис
- Джулиан Моррис в роли Пола Кёртиса
- Эмаяци Коринеальди в роли Тесси Грэм
- Джонни Ферро в роли Пи Джея Харриса
- Элизабет Маклафлин в роли Алисии Хопкинс

## Эпизоды
| Сезон | Сезон | Эпизоды | Оригинальная дата показа | Оригинальная дата показа |
| Сезон | Сезон | Эпизоды | Премьера сезона          | Финал сезона             |
| ----- | ----- | ------- | ------------------------ | ------------------------ |
|       | 1     | 10      | 28 августа 2014          | 4 сентября 2015          |
|       | 2     | 10      | 10 марта 2017            | 10 марта 2017            |

### Сезон 1 (2014—2015)
| № общий | № в сезоне | Название                                                         | Режиссёр          | Автор сценария               | Дата премьеры   |
| ------- | ---------- | ---------------------------------------------------------------- | ----------------- | ---------------------------- | --------------- |
| 1       | 1          | «Пилотная серия» «Pilot»                                         | Марк Форстер      | Бен Уоткинс                  | 28 августа 2014 |
| 2       | 2          | «Ваш внутренний голос» «Your Inside Voice»                       | Марк Форстер      | Бен Уоткинс                  | 4 сентября 2015 |
| 3       | 3          | «Созерцая тело» «Contemplating the Body»                         | Ричард. Дж. Льюис | Бен Уоткинс и Дэниел Туч     | 4 сентября 2015 |
| 4       | 4          | «Он так любил» «He So Loved»                                     | Сара Пия Андерсон | Бекки Хартман Эдвардс        | 4 сентября 2015 |
| 5       | 5          | «Добро пожаловать незнакомец» «Welcome the Stranger»             | Эрнест Дикерсон   | Сэм Форман                   | 4 сентября 2015 |
| 6       | 6          | «Для дождя, чтобы собрать» «For the Rain to Gather»              | Эндрю Бернштейн   | Дебора Шоненман              | 4 сентября 2015 |
| 7       | 7          | «Птица в руке» «A Bird in Hand»                                  | Питер Медак       | Марк Худис и Али Гарфинкел   | 4 сентября 2015 |
| 8       | 8          | «Одно сохраненное сообщение» «One Saved Message»                 | Марио Ван Пиблз   | Бен Уоткинс и Бен Кори Джонс | 4 сентября 2015 |
| 9       | 9          | «Цветок, который предпочитают пчелы» «A Flower That Bees Prefer» | Стивен Уильямс    | Тереза Ребек                 | 4 сентября 2015 |
| 10      | 10         | «Галстук, который связывает» «The Tie That Binds»                | Брэд Андерсон     | Бен Уоткинс                  | 4 сентября 2015 |

### Сезон 2 (2017)
| № общий | № в сезоне | Название                                                             | Режиссёр          | Автор сценария                                        | Дата премьеры |
| --- | ---------- | -------------------------------------------------------------------- | ----------------- | ----------------------------------------------------- | ------------- |
| 11 | 1          | «Сбор пыли» «Gathering Dust»                                         | Марио Ван Пиблз   | Бен Уоткинс и Джим Данн                               | 9 марта 2017  |
| Развивают прах Пи Джея. Мэр Бостон обещает справедливость для семьи Коуилдвила полицейского, которого убил Пернелл, считая, что это он изнасиловал жену его сына Пи Джея. Все полицейские крайне недружелюбно относятся к судье Пернеллу Харрису. Пернелле не дают работать из-за того, что его обвинили в убийстве. Адвокат Пернелла Харриса сообщил две новости: хорошую о том, что следствие использованный метод поиска ДНК позволяет опровергнуть причастность Пернелла и плохую, что у следствия есть свидетель. Харрису разрешают забрать личные вещи Пи Джея. С Пернелла по просьбе адвоката на 6 часов снимают домашний арест, ему нужно съездить в Стоктон к жене. Пернелл подговаривает своего лучшего друга Бобо, местного мэра, чтобы тот помог выяснить имя свидетеля. Пернелл открыл коробку с личными вещами Пи Джея вместе с женой Кристал. Человеку Хариса Киту сообщают имя свидетеля, им оказывается Пол Кёртис, местный преподобный, которого ранее спонсировал Пернелл, но на судебном заседании выяснилось, что это ложь, настоящий свидетель Майк Алкалла. У Харриса снова начинаются видения. |            |                                                                      |                   |                                                       |               |
| 12 | 2          | «Расскажи мне свои мечты» «Telling Me Your Dreams»                   | Питер Медак       | Бен Уоткинс и Сэм Эрнст                               | 9 марта 2017  |
| Результаты МРТ очень хорошие и поводов для галлюцинаций с точки зрения врача нет поэтому Пернелла отправляют к хорошему мозгоправу. Майк Алкалла дал официальные показания о том, что он видел. Пернелл просит ещё один отпуск от домашнего ареста чтобы съездить в Лос-Анджелес к мозгоправу, так как он хочет избавиться от видений чтобы вернуть Крис. В полицию поступает уже шестое заявление о случае изъятия телефона усатым мексиканцем в парке в день, когда Судья Пернелл плескался в фонтане обнажённым и говорил на непонятном языке. Единственный усатый мексиканец это Кеслер на него давит шеф полиции Тоби Клэй и даёт ему 24 часа чтобы показать этот телефон. Мозгоправ которого посоветовали Пернеллу его не принимает, но внутренне понимает, что дело интересное. Пернелла арестовывают за нарушение освобождения под залог. Манифест Пи Джея идеологически связан с диалогом Пернелла в фонтане. |            |                                                                      |                   |                                                       |               |
| 13 | 3          | «Мы не можем вернуться» «We Can't Go Back»                           | Кристина Мур      | Майкл Анджели                                         | 9 марта 2017  |
| Крис возвращается домой. Пернелл сильно расстроился, что ему предстоит провести ближайшие три дня в тюрьме и поругался со своим адвокатом. Крис встречается с миллиардером Бруксом чтобы устроиться на работу в его компанию, но он отказывает. Мэру устроили публичный разгром на презентации проекта ВОЛЯ возле родной школы, на почве межнациональной неприязни основателя школы предка Пернелла. Крис навещает Пернелла в тюрьме и узнаёт, что он собирается защищать себя сам так как все адвокаты в городе бояться браться за это дело. Крис подбирает слова чтобы устроиться на работу к миллиардеру Бруксу, но его методы приёма на работу очень не по душе Крис на что она отвечает так же экстравагантно. Преподобный Пол злоупотребляет наркотиками и ему привидится собственная смерть. Надзиратель издевается в камере над Пернеллом. Майк Алкалла очень не рад встрече с Китом, ему готовят новое укрытие. Пол после кайфа пришёл к Алише (она живёт у будущих родителей её ребёнка) признаётся ей в любви и хочет жить семьёй, и оставить ребёнка у себя, их обнаруживает будущий приёмный отец и стреляя в пола попадает в Алишу. Во время слушаний, Пернелла пришёл защищать любовник Крис мистер Трембел, и добивается освобождения Пернелла и восстановление залога. |            |                                                                      |                   |                                                       |               |
| 14 | 4          | «Не написанное любовное письмо» «Not Writing a Love Letter»          | Сара Пия Андерсон | Дэниел Туч                                            | 9 марта 2017  |
| Первый рабочий день Крис она вышла вместо Энн Ву которая занималась вопросом покупки «Банной воды» у сына Крис Пи Джея. Пернелл оставляет дом Крис, а сам перебирается к лучшему другу и мэру города Бобо. Крис выяснила, что Энн Ву и Пи Джей любили друг друга. Алиша потеряла ребёнка. Мозгоправ приехал к Пернеллу и провёл несколько экспериментов и получил неожиданный результат у Пернелла в голове было целое шоу и на выходе написанная предсмертная записка Пи Джея. Кит в очередной раз навестил Майк на этот раз с целью убить, но не смог из-за бронежилета. Крис взломала пароль от ящика Энн Ву и назначила встречу помощнику от имени Энн. В Крис на встрече стреляли. У Пернелла барахлит навигатор и система построила адрес на место встречи Крис. Кит после неудачного покушения на Майка решил взять вину за убийство Коулдвила на себя. |            |                                                                      |                   |                                                       |               |
| 15 | 5          | «Я вижу это сейчас» «I See That Now»                                 | Али Селим         | Шернольд Эдвардс                                      | 9 марта 2017  |
| Полиция допрашивает Кита подвергая все его высказывания сомнению. И отпускают, считая его признание способом выгородить Пернелла. У мозгоправа догадка, что у Пернелла симптомы деменции с тельцами леви. Девушка, которой Крис назначала встречу как помощнице Ву пришла и отдала Банную воду Пи Джея и узнала от Крис что Пи Джей хотел бесплатно распространять программу, чтобы люди могли защититься от корпораций. Крис по совету хакера Энн Ву закачивает на сервера Брукс Инновэйшенс какую-то программу. Прокурор и полиция решили надавить на Пернелла через СМИ опубликовав видео из магазинчика в день перезахоронения Коулдвила, видео нашли в тот день когда Кит решил взять вину на себя. На серверах Брукс пусто, нет ключа, который они ищут. Крис хочет обыскать квартиру Ву. Пернелл хочет встретиться с журналистом в чьём шоу опубликовали видео с заправки. Пернелл с супругой даёт интервью в котором обвиняет весь департамент полиции в коррупции. Пернелл попадает в больницу из-за приёма самоназначенного препарата. Крис обнаруживает что в квартире Энн пусто. Благодаря сеансу терапии жена Пи Джея вспоминает что Коулдвилл действительно её изнасиловал. Благодаря воспоминаниям жены Пи Джея Крис нашла вторую квартиру Энн. |            |                                                                      |                   |                                                       |               |
| 16 | 6          | «Что ты слышишь...» «What Do You Hear...»                            | Стивен Суржик     | Доун Камочи и Ариелла Блежер                          | 9 марта 2017  |
| Всем друзьям Пернелла пришли повестки. К Пернеллу пришла жена Коулдвилла и рассказала про видео которое Шейн сделал как подстраховку, на котором грязные копы и Пи Джей. Бобо приехал к Харрису по вопросу смены имени школы. Харис пришел к вдове Коулдвила с деньгами, но она его выставила так как в доме был убийца. Крис нужна помощь Пернелла по доступу к GPS данным с телефона Энн, доступ к данным получить быстро невозможно поэтому Пернелл попросил Кита принести телефон Энн, так как Кит наводил порядок после того как Крис убила Энн. Инспектор принимает дом, который отремонтировал Кит. Пернеллу пришел на школьный совет по поводу переименования школу и высказался против этого. До Пернелла дошли слухи, что полиция готовит защиту свидетеля по имени и приезжает к нему на пикет и разбивает нос. Хакер Энн Ву находит место встречи с Апексом. Неизвестные подстраивают, что на встречу Крис добраться не может, а хакера Ву убивают. |            |                                                                      |                   |                                                       |               |
| 17 | 7          | «Когда вы нажимаете на спусковой крючок» «When You Pull the Trigger» | Тим Хантер        | Бен Уоткинс, Майкл Анджели, Майкл Кастелейн и Крис Ву | 9 марта 2017  |
| Полиция рассматривать убийство хакера как неудачную сделку наркоторговцев. Крис кажется, что ее кто-то преследует поэтому она набирает скорость и не справляется с управлением сбивает оленя. Бобо выгоняет Пернелла из дома и обзывает его Иудой. Убийца приехал в дом сестры Крис и ставит везде жучки для прослушивания. Тоби прижимает преподобного пола и заставляет давать показания. Мозгоправ выяснил, что у Пернелла когда он видит галлюцинации активность мозга не меняется - и объяснению этому нет. Пернелл приходит в церковь десницы божьей и разговаривает с Богом. Крис понимает, что она следующая в очереди на убийство. Пернелл пытается себя убить, но его останавливает Кит, рассказывая, что Тесси беременна от Пернелла сыном. Крис в полицейском участке слышит фразу от Тоби о не той ниточке - такую же фразу произнёс убийца хакера, она сбегает из полицейского участка. Пернелл приходит к Тесс. |            |                                                                      |                   |                                                       |               |
| 18 | 8          | «Последнее, что осталось» «The Last Thing Left»                      | Кейт Вудс         | Джим Данн                                             | 9 марта 2017  |
| Пернелл извиняется перед Богом. Пернелл даёт задание Киту привести к нему вдову Коулдвила. Бобо ищет финансовой помощи на стороне от денег Харисов. Жена Коулдвилла в спешке покинула дом несколько дней назад. Эйса привёз Пернеллу новость о том что Бобо его не приглашает на вечеринку в честь дня рождения. Крис рассказала Пернеллу о своих подозрениях в части Тоби. Пернелл и Кит допрашивает своего бывшего адвоката Адама который признаётся что сливал информацию Тоби. Пернелл явился на вечеринку Бобо, и рассказал истории из прошлого. Адам по просьбе Пернелла напугал Тоби о наличии видео Коулдвила. Тоби поехал к убийце, Пернелл и Кит проследовали за ним где Кит подрался с убийцей, но тот порезав Кита успел убежать. До Пернелла дошло что самоубийство сына Пи Джея на самом деле убийство так как Пи Джей писал левой а всё остальное делал правой, убийцы вложили пистолет ему в левую руку. |            |                                                                      |                   |                                                       |               |
| 19 | 9          | «Каким человеком может быть» «What a Man Can Be»                     | Питер Медак       | Сэм Эрнст                                             | 9 марта 2017  |
| Крис хочет вдове сына рассказать о убийстве сына. Пернелл вновь пытается найти свидетеля Майка Алкаллу и обращается к Кесслеру. Пернелл опаздывает на отбор присяжных и так же с него сбегает после очередного видения. Брукс отказывает Бобо в поддержке на выборах. Видение на суде вывело Пернелла на трейлер в котором живёт убийца. В трейлере они нашли видео убийства Пи Джея. Брокер Тесс потерял половину денег и у неё нет возможности купить дом, который она хочет. Пернелл просит Тоби о встречи, Тоби назначает встречу на заброшенной АЗС. Пернелл предлагает обменять флешку с видео на отмену суда, в ответ Тоби показал диктофон с записью беседы Пернелла с Бобо которую Бобо сделал на своём дне рождения. |            |                                                                      |                   |                                                       |               |
| 20 | 10         | «Он должен быть» «He Must Be»                                        | Бен Уоткинс       | Бен Уоткинс                                           | 9 марта 2017  |
| На пресс конференции Пернелла освободили и объявили, что его дело было сфабриковано и обвинили в этом сержанта Кесслера которого убили при задержании. Тесс просит Кита поговорить с Пернеллом чтобы тот от неё отстал. Пернелл даёт задание Киту убрать всех полицейских причастных к убийству Пи Джея. Джоселин разгадала код послания предсмертной записки Пи Джея. Крис и Джоселин поехали к месту где может находится ключ к банной воде, за ними следит убийца из трейлера. Пернелл сказал прокурору, что он на него не держит зла, после чего тот сдал ему козырь Тоби на что Пернелл ответил, что он будет хорошим мэром. Пернелл сходил к Бобо и показал что у него его запись которую он передал Тоби и сказал что на переизбрании его поддерживать не будет. Тоби приехал в церковь чтобы у Пола забрать флешку, но это был план Пернелла так как он догадался что в его машине жучок. Пернелл убивает Тоби узнав что Анн Ву и Келли заказали его сына. Джоселин нашла ключ от банной воды и передала Крис. Келли слил бензин с машины Крис и поджидал её на заправке убив персонал, ей на помощь пришёл Кит, в момент драки вмешалась Крис и Келли её ударил ножом в грудь. Кит упустил Келли с ключом спасая Крис. В больнице у Крис смотря на подарки от Нейтана Брукса Пернелл понял, что путь про который говорил его сын ведёт в Брукс Инновэйшенс. Пернелл обвинил во всём Нейтана и назвал его Люцифером. Келли принёс диск с ключом Нейтану но диск оказался пустым. Джоселин приехала одна в то место которое она разгадала и забрала банную воду. |            |                                                                      |                   |                                                       |               |

## Отзывы критиков
Сериал получил смешанные отзывы от критиков. На Metacritic первый сезон имеет 44/100 на основе 19-ти отзывов критиков, однако получил 6,9/10 на основе 32-х рейтингов пользователей; в то же время на IMDB шоу получило 7,7/10, а на IGN — 8,2/10.